# Анизотропия
Анизотропията (от гръцки ánisos – нееднакъв, неравен и trópos – направление) е свойството на някои вещества и обекти да проявяват различни физични (механични, оптични, електрични и др.) свойства в различните направления. Например някои кристали имат различен показател на пречупване в различните посоки. Анизотропията се среща най-често при кристалите и някои композитни материали.
Обратното на анизотропията свойство се нарича изотропия.